# Qasigiannguit
Qasigiannguit (Deens: Christianshåb) is een plaats en voormalige gemeente in Groenland. In 2007 telde de plaats 1220 inwoners. Op 1 januari 2009 ging de plaats deel uitmaken van de gemeente Qaasuitsup; sinds 1 januari 2018 hoort Qasigiannguit bij de gemeente Qeqertalik. Qasigiannguit betekent 'de kleine gevlekte zeehonden'.

## Geschiedenis
Rond 2500 v.Chr. vestigden zich de eerste mensen op het eiland Qeqertasussuk waar een nederzetting van de Saqqaqcultuur is terug gevonden.
De plaats Christianshåb werd op 25 juni 1734 gesticht als handelskolonie door de Deense koopman Jacob Severin. Hij noemde de plaats naar koning Christiaan VI. Tot 1749 had Severin het monopolie van de handel op Groenland. In 1739 verdreven de Denen de concurrerende Nederlandse handelaren en walvisvaarders die een bedreiging vormden voor het Deense handelsmonopolie. Vanaf 1736 tot 1740 werkte Paul Egede als missionaris in Christianshåb.
In 1763 werd de bebouwing verplaatst naar de tegenwoordige locatie, omdat die plek betere bescherming bood tegen de wind. De ruïnes van het oorspronkelijke stadje zijn nog te bezichtigen.

## Economie
De economie van Qasigiannguit draait grotendeels op de visverwerkende industrie. In 1959 werd een garnalenfabriek opgestart, waarna het inwonertal steeg van 300 naar 1400 personen. De garnalenfabriek werd in 1999 gesloten, maar in de tussentijd had de vangst van Groenlandse heilbot een grote vlucht genomen en werd er een visverwerkingsfabriek gebouwd die van grote betekenis is geworden voor de lokale economie.
Qasigiannguit heeft een ziekenhuis, een hotel, supermarkt en enkele scholen, en is aangesloten op het Groenlandse netwerk voor scheepvaart en helikopters.

## Toerisme
Tot de bezienswaardigheden van Qasigiannguit behoren de felgekleurde houten huizen, de oude koloniale bebouwing en het museum over de Inuitgeschiedenis.
In de zomerperiode wordt de Inuitcultuur uit de 18e eeuw nagespeeld in een 'levend museum'.
Qasigiannguit ligt ten zuiden van de IJsfjord van Ilulissat. De omgeving bestaat uit toendra, fjorden en bergtoppen met uitzicht op de IJsfjord en de Diskobaai, en is geschikt voor het maken van wandeltochten. In december start het hondensleeseizoen. Van juni tot oktober kunnen walvissen gespot worden.
Voormalige landsdelen: Kitaa  · Tunu  · Avannaa

Voormalige gemeenten: Aasiaat  · Ammassalik · Ilulissat · Ittoqqortoormiit  · Ivittuut · Kangaatsiaq  · Maniitsoq · Nanortalik · Narsaq · Nuuk · Paamiut · Qaanaaq · Qaasuitsup · Qaqortoq · Qasigiannguit · Qeqertarsuaq · Sisimiut · Upernavik · Uummannaq
- Virtual International Authority File: 237457160
- WorldCat: E39PBJjt6hjWxJbPdh7XBjJbh3